# Sigmund Pritchard
Sigmund Ambrose „Bud” Pritchard (ur. 15 listopada 1929 w Nassau, zm. 18 lutego 2016 tamże) – bahamski żeglarz, olimpijczyk.

## Życiorys
Syn Maud i Asy Pritcharda, który był przewodniczącym Izby Zgromadzenia. Kształcił się m.in. w Upper Canada College w Toronto. Po ukończeniu szkoły zarządzał przedsiębiorstwem tytoniowym John Bull Tobacco Company, założonym przez jego ojca. Przez rok był członkiem bahamskiej konstytuanty, a przez wiele lat zasiadał w Bahamskim Komitecie Olimpijskim.
Wziął udział w Letnich Igrzyskach Olimpijskich 1960 w klasie Latający Holender, wespół z Godfreyem Lightbournem. W końcowej klasyfikacji zajęli oni 25. miejsce wśród 31 startujących załóg. Ich najwyższą pozycją w poszczególnych wyścigach była 15. lokata, osiągnięta w pierwszym z nich.
W 1967 roku bezskutecznie startował w wyborach parlamentarnych jako przedstawiciel wyspy Eleuthera.
Pod koniec życia cierpiał na chorobę Alzheimera. Jego pierwszą żoną była Marjory, a drugą Nancy. Miał m.in. syna Mylesa, również olimpijczyka.